# Sindbad (Anime)
Sindbad (jap. アラビアンナイト シンドバットの冒険, Arabian Naito: Shindobatto no Bōken für Arabian Nights: Sindbad no Bōken, deutsch „Arabische Nächte: Sindbads Abenteuer“) ist eine japanische Zeichentrickserie. Sie basiert auf der gleichnamigen Erzählung aus den morgenländischen Märchen von Tausendundeiner Nacht und wurde genauso wie Pinocchio, Wickie und die starken Männer, Biene Maja und Heidi im Auftrag von ZDF und ORF als Anime in Japan produziert.

## Handlung
Sindbad ist ein kleiner Junge und der Sohn eines bekannten Händlers aus Bagdad. Er mag die Abenteuergeschichten, die ihm sein Onkel Ali erzählt, besonders gern. Als ihm dieser einen sprechenden Vogel namens Sheila mitbringt, beschließt Sindbad, seinen Onkel zu begleiten und so Teil des nächsten Abenteuers zu werden. Die Abenteuer, die er dabei erlebt, basieren dabei teilweise auf anderen Geschichten und Figuren aus 1001 Nacht, etwa Ali Baba und die 40 Räuber oder Aladin und die Wunderlampe. Auch Prinzessin Scheherazade, die Protagonistin der Rahmenhandlung von 1001 Nacht, tritt in Erscheinung.

## Synchronisation
| Rolle (jp./dt.)                           | japanische(r) Sprecher(in) (Seiyū) | deutsche(r) Sprecher(in) |
| ----------------------------------------- | ---------------------------------- | ------------------------ |
| Erzähler                                  | Ichirō Nagai                       | Herbert Weicker          |
| Sindbad                                   | Noriko Ohara                       | Jan Odle                 |
| Prinzessin Shura / Sheila                 | Fuyumi Shiraishi                   | Inez Günther             |
| Ara                                       | Mahito Tsujimura                   | Kurt Marquardt           |
| Ali Baba                                  | Akira Kamiya                       | Niko Macoulis            |
| Hassan                                    | Kazue Takahashi                    | Manou Lubowski           |
| König von Bagdad / König Muhamed          | Ryusuke Shiomi                     | Walter Reichelt          |
| Sindbads Vater                            | Ichirō Nagai                       | Walter Reichelt          |
| Onkel Ali / Zwergenhäuptling Burulu       |                                    | Gernot Duda              |
| Prinzessin Sheherazade / Prinzessin Manal |                                    | Ursula Wolff             |
| Prinzessin                                |                                    | Viola Böhmelt            |
| Lampengeist                               |                                    | Wolfgang Hess            |
| Tabitha/Hexe Tabasa                       | Junko Horie                        | Alice Franz              |
| Zauberer Balba                            | Kōji Yada                          | Horst Sommer             |
| Zauberer Dschinn                          |                                    | Bruno W. Pantel          |
| Ali Baba I.                               |                                    | Otto Stern               |
| Erste Meerjungfrau                        | Kazuko Sugiyama                    | Irina Wanka              |
| Zweite Meerjungfrau                       |                                    | Eva Mattes               |
| Eseltreiber / Zwergenkönig Buluru         |                                    | Manfred Lichtenfeld      |
| Alter Mann (Buckelgeist)                  |                                    | Fritz Tillmann           |
| Räuberhauptmann Salbus                    |                                    | Norbert Gastell          |
| Judl, der Fischer                         |                                    | Frank Engelhardt         |
| Salem, der Bäcker                         |                                    | Michael Habeck           |

## Episodenliste
| Nr. | Titel                                           | Deutsche Erstausstrahlung |
| --- | ----------------------------------------------- | ------------------------- |
| 1   | Abenteuer im Schloß                             | 21. September 1978        |
| 2   | Abenteuer auf der schwimmenden Insel            | 28. September 1978        |
| 3   | Abenteuer in der Diamantenschlucht              | 05. Oktober 1978          |
| 4   | Abenteuer mit dem Buckelgeist                   | 12. Oktober 1978          |
| 5   | Abenteuer mit den endlosen Wellen               | 19. Oktober 1978          |
| 6   | Abenteuer auf der Elfenbeininsel                | 26. Oktober 1978          |
| 7   | Abenteuer mit der schwarzen Perle               | 2. November 1978          |
| 8   | Abenteuer mit der Meerjungfrau                  | 9. November 1978          |
| 9   | Abenteuer mit dem fliegenden Pferd              | 16. November 1978         |
| 10  | Abenteuer in der Diamantenhöhle                 | 23. November 1978         |
| 11  | Abenteuer mit dem Lampengeist                   | 30. November 1978         |
| 12  | Abenteuer mit dem gestohlenen Schloss           | 7. Dezember 1978          |
| 13  | Abenteuer mit Alibaba                           | 14. Dezember 1978         |
| 14  | Abenteuer auf der Kokosnussinsel                | 21. Dezember 1978         |
| 15  | Abenteuer mit den traurigen Märchen             | 28. Dezember 1978         |
| 16  | Abenteuer mit dem großen und dem kleinen Riesen | 4. Januar 1979            |
| 17  | Abenteuer auf dem Eiswal                        | 11. Januar 1979           |
| 18  | Abenteuer mit den 40 Räubern                    | 18. Januar 1979           |
| 19  | Abenteuer mit den 40 Krügen                     | 25. Januar 1979           |
| 20  | Abenteuer mit dem fliegenden Teppich            | 1. Februar 1979           |
| 21  | Abenteuer auf der Zwergeninsel                  | 8. Februar 1979           |
| 22  | Abenteuer mit Burulu und Buluru                 | 15. Februar 1979          |
| 23  | Abenteuer mit dem Wassergeist                   | 22. Februar 1979          |
| 24  | Abenteuer mit dem traurigen König               | 1. März 1979              |
| 25  | Abenteuer auf der Amazoneninsel                 | 8. März 1979              |
| 26  | Abenteuer auf der Geierinsel                    | 15. März 1979             |
| 27  | Abenteuer mit dem kleinen Mammut                | 22. März 1979             |
| 28  | Abenteuer in der geheimnisvollen Pyramide       | 29. März 1979             |
| 29  | Abenteuer im unsichtbaren Land                  | 5. April 1979             |
| 30  | Abenteuer mit dem großen blauen Drachen         | 12. April 1979            |
| 31  | Abenteuer in der Burg der Geier                 | 19. April 1979            |
| 32  | Abenteuer mit dem Riesenvogel                   | 26. April 1979            |
| 33  | Abenteuer mit dem Sternenmädchen                | 3. Mai 1979               |
| 34  | Abenteuer mit dem Goldfisch                     | 10. Mai 1979              |
| 35  | Abenteuer mit der gestohlenen Krone             | 17. Mai 1979              |
| 36  | Abenteuer mit der Friedensbotschaft             | 31. Mai 1979              |
| 37  | Abenteuer mit dem Pferd aus Stein               | 21. Juni 1979             |
| 38  | Abenteuer mit dem ängstlichen König             | 28. Juni 1979             |
| 39  | Abenteuer im Hexenturm                          | 19. Juli 1979             |
| 40  | Abenteuer mit der vertauschten Sheila           | 5. Juli 1979              |
| 41  | Abenteuer mit den drei Milutschi-Brüdern        | 12. Juli 1979             |
| 42  | Abenteuer mit dem Schlammgeist                  | 26. Juli 1979             |

## Musik
Die Originalmusik wurde von Shunsuke Kikuchi komponiert. Der Vorspanntitel Sindbad no Bōken (シンドバットのぼうけん) und der Abspanntitel Sindbad no Uta (シンドバットのうた) wurden von Mitsuko Horie und dem Columbia Yurikago-kai, einer Zusammenarbeit des Kinderchors Otowa Yurikago-kai (音羽ゆりかご会) mit Columbia Music Entertainment, gesungen.
Die Musik der deutschen Version der Serie stammt von Christian Bruhn. Das Titellied wurde von Honey B. gesungen.